# 国鉄1500形蒸気機関車
1500形は、かつて日本国有鉄道の前身である鉄道院に在籍したタンク式蒸気機関車である。

## 概要
本形式は、1906年（明治39年）に制定された鉄道国有法により買収された九州鉄道から引き継がれた、車軸配置0-6-0(C)の単式2気筒、飽和式のタンク機関車で、4両（1500 - 1503）が存在した。
さらに遡れば、唐津興業鉄道（後の唐津鉄道）が1898年（明治31年）に3両（製造番号1080 - 1082）、1899年（明治32年）に1両（製造番号1083）をスイスのスイス・ロコモティブ・アンド・マシン・ワークス(S.L.M.)から輸入したものである。番号は1 - 4と称したが、九州鉄道では186形（186 - 189）と改称された。
機関車のクラスとしては、鉄道院1800形と同等の中型タンク機であり、高性能ではあったものの、軸重の大きさが難点であった。また、この機関車は写真による記録が残っておらず、「幻の機関車」ともいわれる。
配属は唐津線であったが、九州鉄道併合後は伊万里線に移った。さらに早岐、門司を経て、1921年（大正10年）6月まで使用され、翌1922年（大正11年）1月に全車が廃車解体された。

## 主要諸元
1914年度版形式図の諸元を示す。
- 全長 : 8,520mm
- 全高 : 3,516mm
- 全幅 : 2,362mm
- 軌間 : 1,067mm
- 車軸配置 : 0-6-0(C)
- 動輪直径 : 1,253mm
- 弁装置 : ワルシャート式
- シリンダー（直径×行程） : 380mm×540mm
- ボイラー圧力 : 12.0m2
- 火格子面積 : 1.2m2
- 全伝熱面積 : 81.8m2
  - 煙管蒸発伝熱面積 : 75.4m2
  - 火室蒸発伝熱面積 : 6.4m2
- ボイラー水容量 : 2.8m3
- 小煙管（直径×長サ×数） : 44.5mm×3,556mm×152本
- 機関車運転整備重量 : 36.70t
- 機関車空車重量 : 28.06t
- 機関車動輪上重量（運転整備時） : 36.70t
- 機関車動輪軸重（第2動輪上） : 12.90t
- 水タンク容量 : 3.99m3
- 燃料積載量 : 1.44t
- 機関車性能
  - シリンダ引張力（0.85P） : 6,670kg
- ブレーキ装置 : 手ブレーキ、蒸気ブレーキ

## 唐津鉄道5号
この機関車は、1898年に同じくSLMで製造された、2気筒単式で飽和式の車軸配置0-6-0(C)のタンク機関車であるが、1 - 4よりも小さく、クラス的には官設鉄道の1100形に相当する。
九州鉄道では、190形（190）と称したが、株主の圧力により小型の少数形式を検修業務合理化のため他社に譲渡することになり、本形式を含めて7両が対象となった。そのため本形式は、国有化以前の1902年（明治35年）に八幡製鉄所へ譲渡され、同所の11、後に205となり、1952年（昭和27年）まで使用された。その後、部品のごく一部（ロッドやシリンダなど）を流用して、更新改造されたことになっているが、元の部品はほとんど残っておらず、全く別の機関車に代替新造されたというべきであろう。この機関車は、1963年（昭和38年）2月まで使用された。

### 主要諸元
- 全長 : 7,377mm
- 全高 : 3,300mm
- 軌間 : 1,067mm
- 車軸配置 : 0-6-0(C)
- 動輪径 : 900mm
- 弁装置 : ワルシャート式
- ボイラー圧力 : 12.0kg/cm2
- シリンダー（直径×行程） : 330mm×450mm
- 火格子面積 : 0.68m2
- 全伝熱面積 : 45.2m2
- 運転整備重量 : 24.0t
- 水タンク容量 : 1.95m3
- 燃料積載両 : 0.8m3
- シリンダ引張力（0.85P） : 5,550kg